# Salvia microphylla
Salvia microphylla (baby sage, Graham's sage) es una especie de arbusto perenne de la familia de las lamiáceas. Es originaria del sudeste de Arizona y de las montañas del este, oeste y sur de México. Es una especie que fácilmente hibrida, resultando numerosos cultivares que aparecen en la horticultura desde 1990. En México es llamada mirto de monte, o mirto de las montañas.

## Descripción

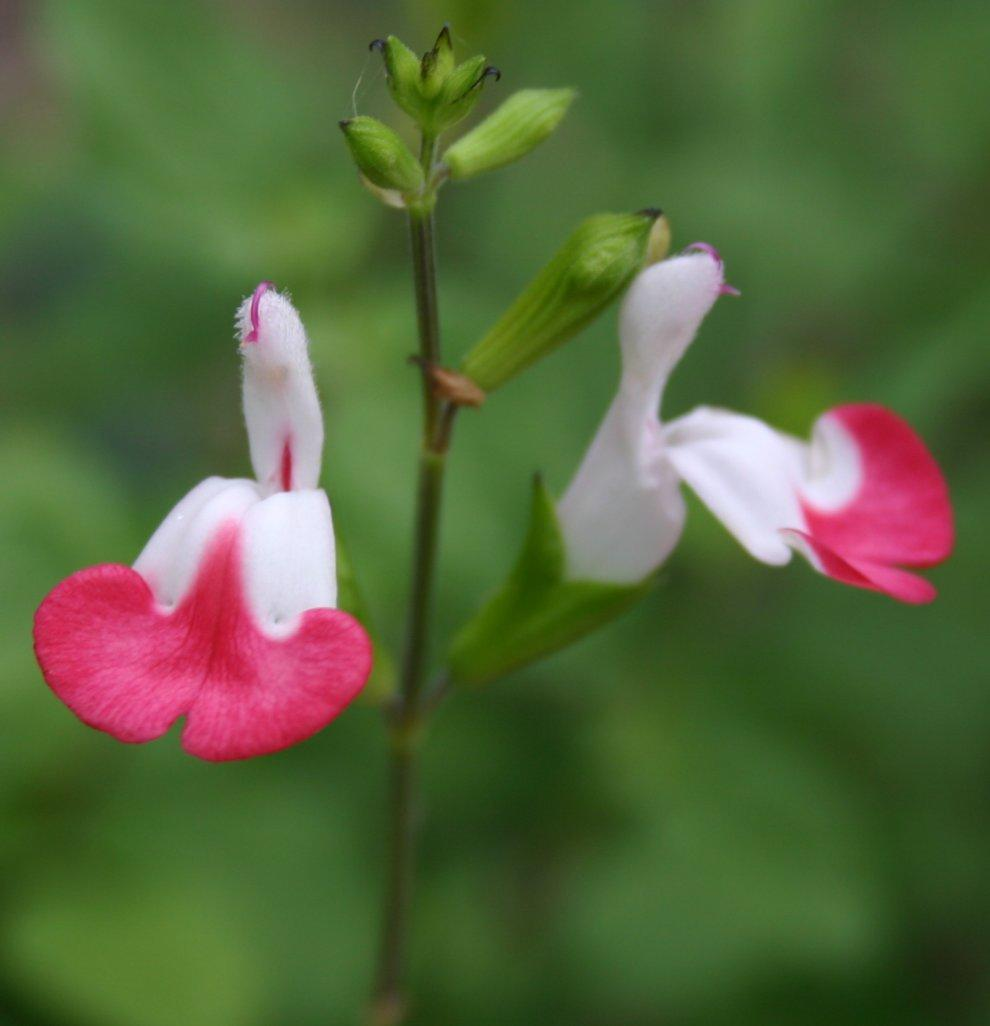
S. Microphylla var. "Hot Lips"

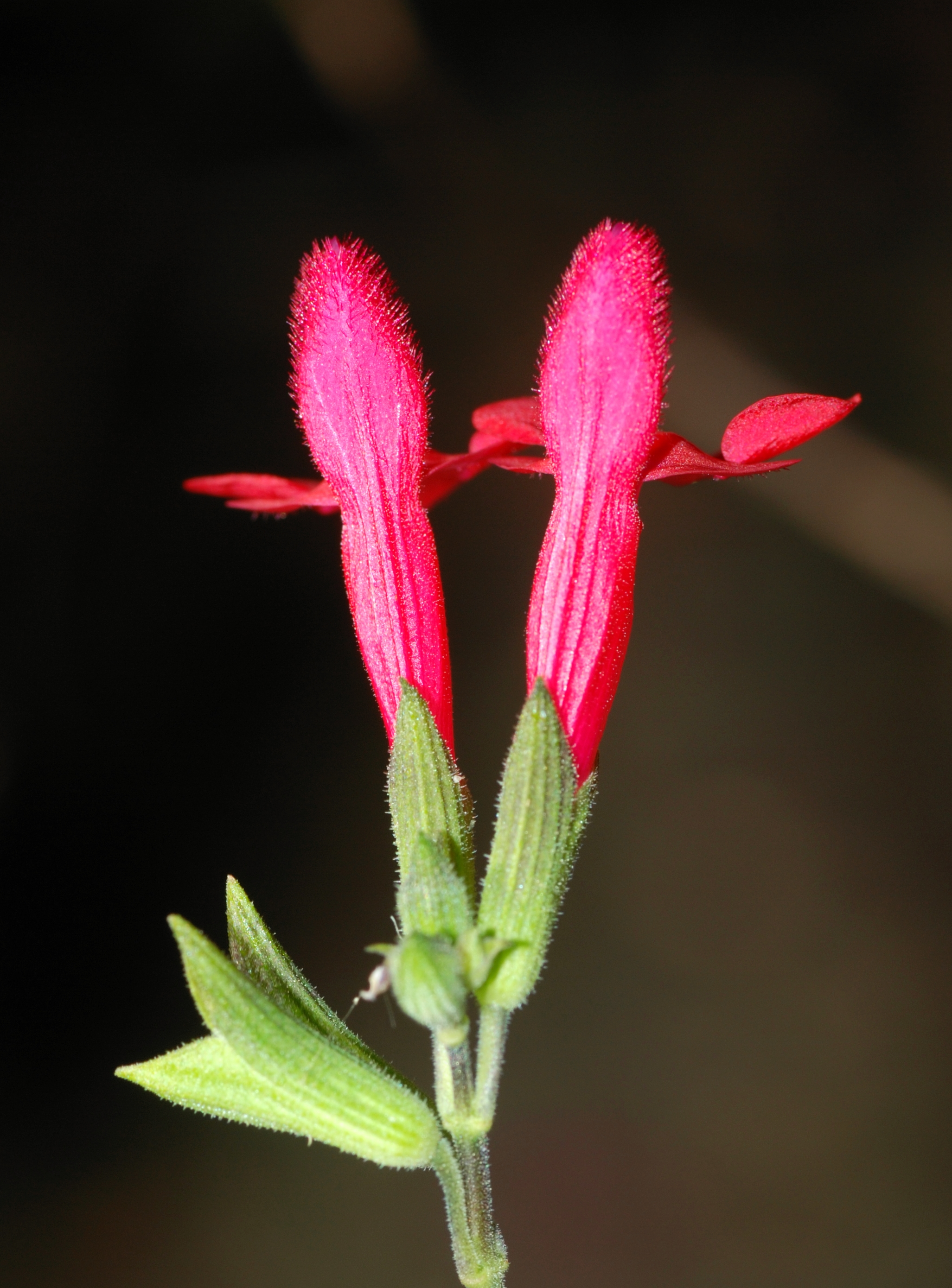
Flores

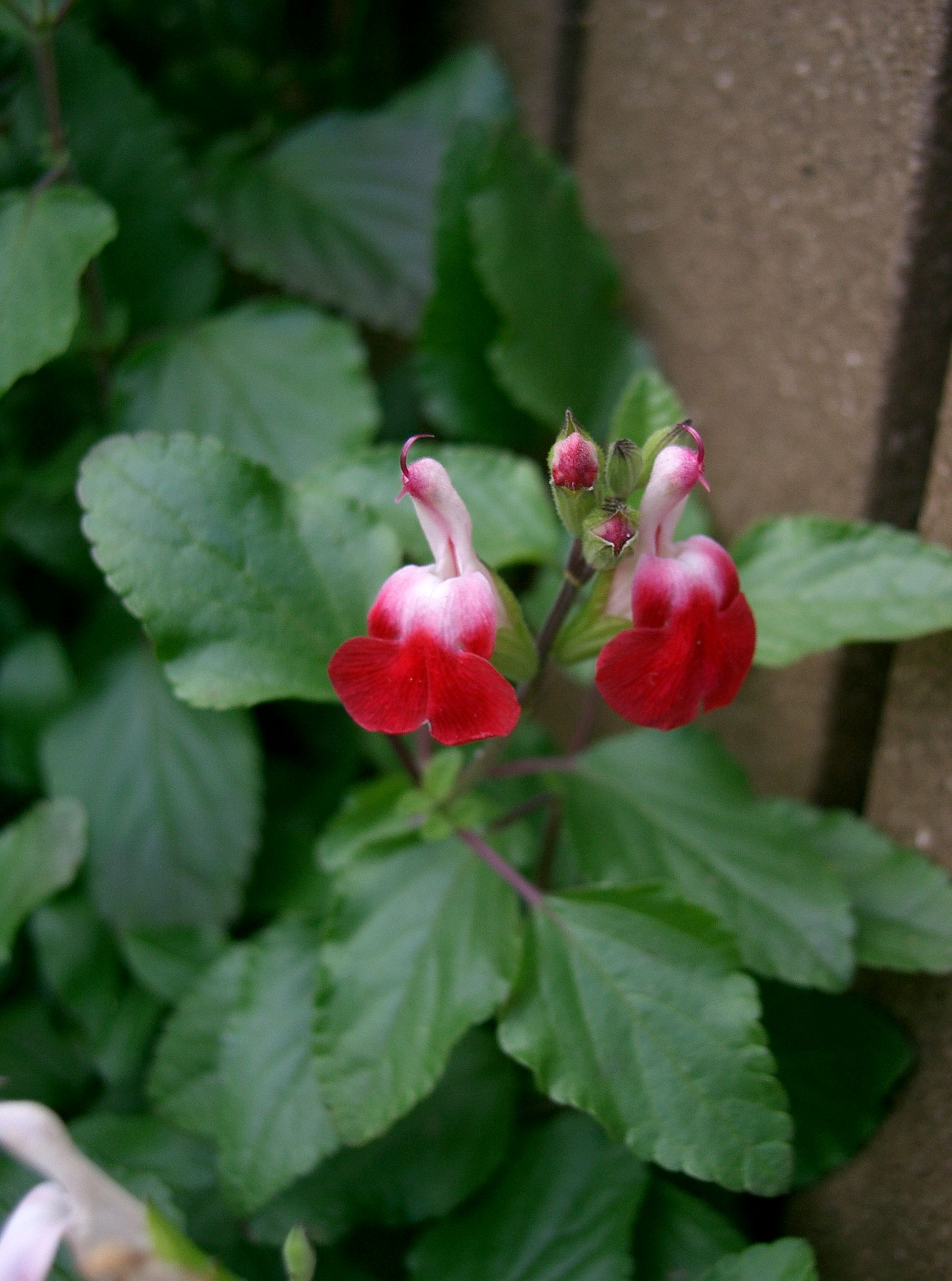
Vista de la planta

Salvia microphylla es un arbusto muy ramificado que puede alcanzar los 120 cm de altura. Las hojas son más o menos ovaladas con olor a menta. Los tallos son pubescentes y pueden presentar coloraciones rojizas. Las flores, de color rojo intenso, se disponen de forma opuesta en racimos alargados de hasta 20 cm. 
 

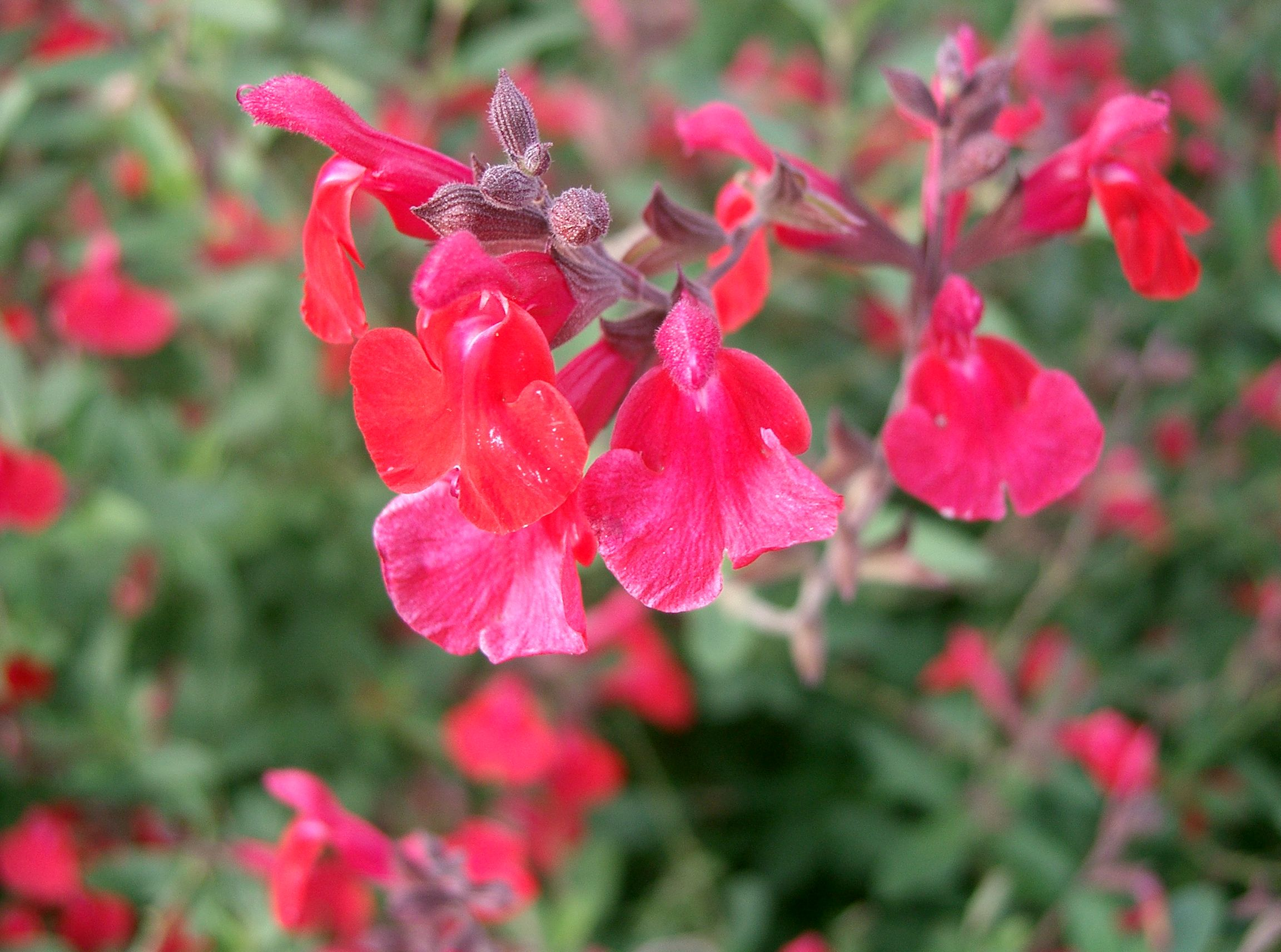
S. Microphylla

El botánico Carl Epling considera que Salvia microphylla  tiene tres variantes, aunque su amplia variación sigue causando confusión hoy en día. Salvia microphylla se confunde a menudo con Salvia greggii, con la que con frecuencia hibrida. Epling distingue entre las dos porque las hojas de S. microphylla  tienen bordes dentados, en comparación con las hojas estrechas, elípticas, lisas y con filo de S. greggii.

## Usos
Salvia microphylla  se cultiva en el centro de México como planta medicinal, y a veces se usa para hacer té.
El empleo primordial de esta planta es como somnífero en la zona centro del país, en los estados de Morelos, Puebla, Veracruz y Estado de México.
En cambio sólo en Puebla se hace referencia del uso medicinal para el tratamiento de problemas de la mujer como cólicos premenstruales, hemorragia vaginal, para limpiar a las mujeres de parto reciente y sólo en el Estado de México es mencionada para enfriamientos después del parto.
Se dice que es útil en problemas dérmicos como granos, salpullido, sarampión y escarlatina con calentura, usando para la cura de estas dos últimas el cocimiento de hojas de tisimbaregne junto con rambaregne y bombaregne (spp. n/ r), aplicado en baños dos veces al día.
Sirve en trastornos digestivos como "bilis", diarrea, disentería, empacho, infecciones estomacales, inflamación del estómago y vómito.  
Historia
Las únicas referencias encontradas corresponden a Paul Stanley y Alfonso Herrera Fernández, ya en el siglo XX y ninguno describe usos medicinales.
Química
Lo poco que se conoce de la química del mirto se debe a tres investigaciones recientes realizadas en México. Las partes aéreas (tallos hojas y flores) contienen un aceite esencial del que se aisló el tereftalato de dimetilo. Contiene además los diterpenos neo-7-alfa-hidroxi-sandaracopimárico. En la variedad neurepia de origen mexicano se han identificado los triterpenoides: ácido ursólico y beta sitosterol. Se ha detectado la presencia de alcaloides, aceites esenciales, taninos, azúcares y triterpenos en esta especie.
También se cultiva como planta ornamental para su uso en jardines.

## Taxonomía
Salvia microphylla fue descrita por Carl Sigismund Kunth y publicado en Nova Genera et Species Plantarum (quarto ed.) 2: 295. 1817[1818].
Etimología
Ver: Salvia
microphylla: epíteto latino que significa con "hojas pequeñas". 
Variedades y sinonimia
var. microphylla. Desde Arizona hasta Guatemala.
- Salvia grahamii Benth., Edwards's Bot. Reg. 16: t. 1370 (1831).
- Lesemia coccinea Raf., Fl. Tellur. 3: 91 (1837).
- Salvia obtusa M.Martens & Galeotti, Bull. Acad. Roy. Sci. Bruxelles 11(2): 72 (1844).
- Salvia lemmonii A.Gray, Proc. Amer. Acad. Arts 20: 309 (1885).
- Salvia odoratissima Sessé & Moc., Fl. Mexic.: 7 (1892).
- Salvia gasterantha Briq., Bull. Herb. Boissier 4: 858 (1896).

var. neurepia (Fernald) Epling, Repert. Spec. Nov. Regni Veg. Beih. 110: 278 (1939). De México.
- Salvia neurepia Fernald, Proc. Amer. Acad. Arts 35: 535 (1900).[5]

## Nombres comunes
- Castellano: Diente de acamaya, Hierba de mirto, Mastranzo, Ramo hermoso, Salvia granadina, Salvia micro, Salvia rosa o Verbena.[6]